# Martin Dahlin
Dan Martin Nataniel Dahlin (* 16. April 1968 in Uddevalla) ist ein ehemaliger schwedischer Fußballspieler. Sein Vater kommt aus Venezuela, seine Mutter aus Schweden.

## Karriere
Dahlin spielte für die schwedische Nationalmannschaft, als diese bei der WM 1994 den dritten Platz erreichte. Dahlin erzielte bei diesem Turnier vier Treffer. Bei der EM 1992 im eigenen Land kam er mit seiner Mannschaft bis ins Halbfinale. Außerdem nahm er mit der schwedischen Auswahl an den Olympischen Spielen 1988 teil.
1993 wurde er zum schwedischen Spieler des Jahres gewählt. Er spielte für Malmö FF, Borussia Mönchengladbach, die AS Rom, die Blackburn Rovers und den Hamburger SV.
Seiner Ähnlichkeit mit dem amerikanischen Football-Spieler O. J. Simpson verdankte er den Spitznamen „O.J.“ während der WM in den USA.
Mit Borussia Mönchengladbach, für die er in 125 Spielen 60 Tore schoss, wurde er 1995 Deutscher Pokalsieger. 1996 wechselte er zum AS Rom, kehrte aber kurze Zeit später nach Mönchengladbach zurück und wurde mit 10 Treffern erfolgreichster Stürmer der Rückrunde 1996/97. 1997 wechselte er zu den Blackburn Rovers, wo er aufgrund einer Verletzung in einem Trainingsspiel die Saison vorzeitig beenden musste. Nach seinem Wechsel zum Hamburger SV kam Dahlin nur zu wenigen Einsätzen Ende 1998 und beendete daraufhin seine Karriere.

## Nach der Karriere
Heute arbeitet Martin Dahlin als Spielervermittler für einige schwedische Nationalspieler, unter anderem für Markus Rosenberg. Dahlin lebt in Monaco.

## Erfolge
mit Malmö FF
- Schwedischer Meister 1988
- Schwedischer Pokalsieger 1989

mit Borussia Mönchengladbach
- DFB-Pokalsieger 1995

mit der schwedischen Nationalmannschaft
- 3. Platz bei der WM 1994 in den USA

Individuelle Auszeichnungen
- Torschützenkönig der Allsvenskan 1988
- Schwedens Fußballer des Jahres 1993
- Einstufung als Weltklasse in der Rangliste des deutschen Fußballs: Sommer 1994